# Мусаев, Шарапутдин Гаджиевич
Мусаев Шарапутдин Гаджиевич (12 октября 1958, с. Куппа, Левашинский район, Дагестанская АССР, РСФСР — 16 апреля 2005, г. Москва, РФ) — политический и общественный деятель, бизнесмен, кандидат экономических наук, магистр экономики. Заслуженный тренер России по боксу (2001), Президент федерации бокса Республики Дагестан(1997—2000), мастер спорта. В 1994 году был назначен управляющим отделения Пенсионного фонда РФ по республике Дагестан. В 1998 году претендовал на пост председателя в Госсовет РД. Депутат третьего созыва Народного Собрания республики Дагестан (27.01.2003), позднее- депутат второго созыва Народного Собрания.

## Биография
Мусаев Шарапутдин родился 12 октября 1958 года в селении Куппа в семье даргинцев Гаджи и Салимат. Помимо Шарапутдина, в семье было еще пятеро детей: три брата- Магомед, Багаутдин и Шамиль, и две сестры- Бика и Зайнаб. Окончил МКОУ «Куппинская СОШ», где впоследствии, с 1981 по 1986 гг., преподавал математику. Позже возглавлял «Промстройбанк», параллельно занимался предпринимательством.
В 1994 году был назначен управляющим отделения Пенсионного фонда РФ по республике Дагестан.
С 1997 по 2000 года занимал пост Президента Федерации Бокса РД.
В 1998 году Шарапутдин Мусаев выставил свою кандидатуру на выборах Председателя Госсовета РД, набрав 78 голосов. Вместо него был переизбран Магомедали Магомедов, за которого отдали голоса 162 человека из 242 членов Конституционного Собрания. В 2003 году назначен Депутатом третьего созыва Народного Собрания Республики Дагестан. Позднее избран во второй созыв.

## Вклад в развитие Федерации Бокса РД
Многие отмечают неоценимый вклад Шарапутдина Гаджиевича в спортивную деятельность республики. Под его руководством Федерация Бокса вошла в эпоху расцвета, а дагестанские боксеры достигли призвания на международных аренах:
«В 1997 г. Федерацию бокса возглавил Шарапутдин Мусаев — награды и медали с международных рингов посыпались как из рога изобилия»
1998 г. — Серебряная медаль игр Доброй воли у Гайдарбека Гайдарбекова. Обладателем кубка Европы становится Ибрагим Акаев. Бронзовая медаль у Нурудина Магомедшафиева
1999 г. — Золотая медаль с чемпионата мира у Тимура Гайдалова (тренер Рашидбек Ахмедов); золотая, серебряная, бронзовые медали с юношеского первенства Европы Руслана Алимурадова, Айнутдина Абдуллаева. Золотые и серебряные медали с чемпионата мира среди военнослужащих у Магомеда Арипгаджиева и Руслана Хаирова (тренер Нури-Паша Талибов)
2000 г. — Серебряная медаль Олимпийских игр Сиднея у Гайдарбека Гайдарбекова (тренер Магомед Магомедов и Шарапутдин Мусаев)
«Также не могу не вспомнить Шарапутдина Мусаева, который когда-то был президентом Федерации бокса Дагестана. Он — человек с большой буквы, он оказал мне и всем боксерам, которые тренировались в то время, огромную поддержку. И, думаю, благодаря ему, бокс в нашей республике догнал вольную борьбу по популярности.»
-Гайдарбек Гайдарбеков
«Когда я боксировал, спонсором был Шарапутдин Мусаев. Тогда он являлся президентом Дагестанской федерации бокса. Шла большая финансовая помощь. Поднял бокс в республике. То, что я и многие ребята стали Олимпийскими чемпионами — заслуга Шарапутдина. На данный момент помощники бывают, но постоянных нет. Сейчас дагестанский спорт очень сильно нуждается в таком человеке. С его уходом Федерация ослабла.»
-Гайдарбек Гайдарбеков
Именем Шарапутдина Мусаева была названа Федерация Бокса республики Дагестан, а также организован Фонд поддержки и развития бокса его имени. В 2016 году был проведен чемпионат Дагестана по боксу памяти заслуженного тренера России.

## Покушения
Первое покушение на Шарапутдина Мусаева было предпринято 26 декабря 2000 года в Махачкале, куда депутат приехал для участия в очередной сессии парламента республики. Машины, в которых находился он и его сопровождение, были обстреляны на Комсомольском проспекте. Мусаев не пострадал, хотя на кузове его бронированного «Мерседеса» было впоследствии обнаружено более 15 следов от пуль. Ранения получили двое его охранников, находившихся во время обстрела в джипе «Grand Cheeroky».Прокуратурой города Махачкалы было возбуждено уголовное дело по статье 227 УК РФ «Покушение на жизнь должностного лица».
Второе покушение на жизнь было совершено в Одинцовском районе Подмосковья. Поздно вечером по маршруту его следования раздался мощнейший взрыв. От бронированного «Мерседеса» осталась лишь груда искорёженного металла. Мусаев остался невредим.

## Смерть
Третье и последнее покушение было совершено 16 апреля 2005 года в городе Москва по адресу Большая Полянка 4/10, где Мусаев Ш. Г. снимал квартиру № 49. В день убийства он вернулся в шесть часов из ресторана со своим знакомым, Магомадовым, и позже зашел в квартиру. Охранники остались ждать внизу, чтобы отвезти Магомадова на вокзал. В назначенное время к ним никто не вышел и, поднявшись наверх, они обнаружили Мусаева, убитого двумя выстрелами в грудь, и его гражданскую жену, Ирину Крупскую, также застреленную. Позже оперативники установили, что первый выстрел убийца произвел, когда Мусаев стоял к нему спиной. Выстрелив Мусаеву в спину, киллер произвел второй выстрел в область сердца и контрольный в голову. Потом он застрелил и спутницу Мусаева. Орудие убийства — редкое спецоружие, короткоствольный бесшумный пистолет ПБС. Позже охранниками было установлено, что пропали часы, деньги и все ценные вещи. На месте происшествия были найдены пистолет Макарова, восемь патронов и две стреляные гильзы. Прокуратура Центрального административного округа возбудила уголовное дело по части 2 статьи 105 УК РФ — «Убийство двух и более лиц». Дело так и осталось нерасследованным.